# Грубе (Холштајн)
Грубе (њем. Grube) општина је у њемачкој савезној држави Шлезвиг-Холштајн. Једно је од 36 општинских средишта округа Остхолштајн. Према процјени из 2010. у општини је живјело 1.002 становника. Посједује регионалну шифру (AGS) 1055018.

## Географски и демографски подаци
Грубе се налази у савезној држави Шлезвиг-Холштајн у округу Остхолштајн. Општина се налази на надморској висини од 2 метра. Површина општине износи 20,2 km². У самом мјесту је, према процјени из 2010. године, живјело 1.002 становника. Просјечна густина становништва износи 50 становника/km².